# ジョン・ナッシュ (建築家)

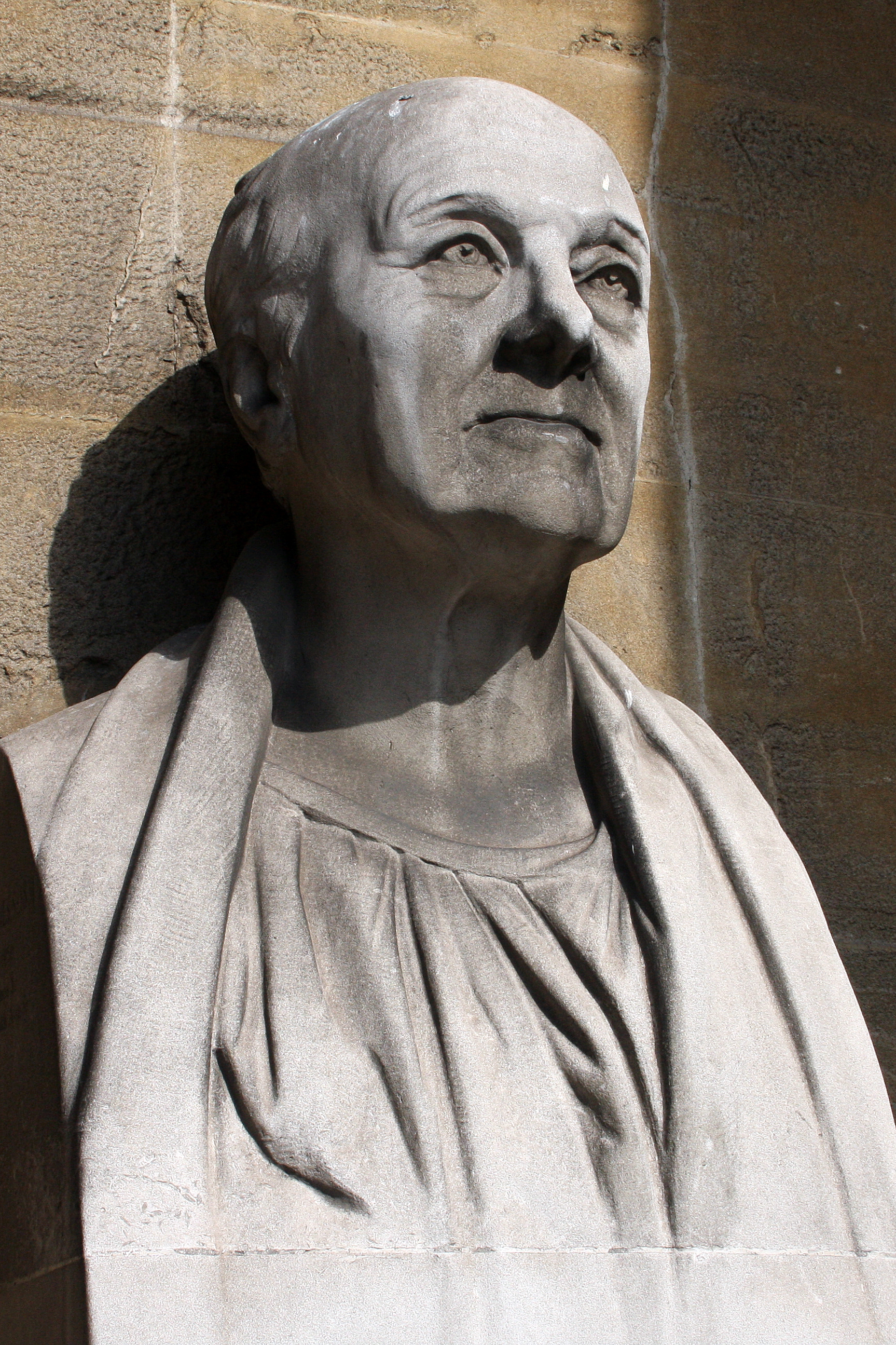
ジョン・ナッシュの石像

ジョン・ナッシュ（John Nash, 1752年1月18日 - 1835年5月13日）は、19世紀初頭に活躍したイギリスの建築家。都市計画家。当時、ロンドンでは唯一人の宮廷都市計画者・サーベイヤーでもあり、同時代のピクチャレスク運動においても活躍した。

## 略歴
ランベスの水車大工の家に、ロンドンで生まれる。父はジョンが8歳のときに亡くなり、以後はウェールズ人の母に育てられる。1767年から1778年の間、ロバート・テイラーの下で見習いとして働く。やがて独立資金として叔父の遺産が入り、独立を果たす。一族でもとあった家5軒を再建したのが建築の処女作になる。
1780年までは、ロンドンでは当時珍しかったスタッコ仕上げの住宅を建てていた。1783年にいったん破産し、離婚を経験、1795年まではウェールズで隠居生活をおくっているが、その間にもカーマーゼンの獄舎を設計している。後、再起を期して、ロマンティシズム運動によってロンドンに戻ったあとは、建売住宅作家として再出発している。
風景式庭園の造園家ハンフリー・レプトンと組み、彼と当世風の郊外住宅の設計活動を展開した。こうして1795年ごろまでには、レプトンと組んで、ゴシックやイタリア風のカントリー・ハウスを設計していく。このころの代表作に、1802年、サロップ州のクロンクヒル邸宅などがある。
1798年にはジョージ4世の愛人と召される人物（マリー・アン・ブラッドリー）と再婚し、1811年に王室所有地エステートの開発を依頼され、ロンドンのリージェンツ・パークとリージェント・ストリートの設計を1825年までに手がけた。
1813年から開始したリージェンツ・パーク、リージェント・ストリートの計画当時は、すでに61歳であったが、計画のすべてを遂行する情熱と能力を維持し続け、将来の田園都市を彷彿させる緑豊かな住宅地と格調高い大通りを出現させ、任期中にその計画を完成させた。
パークの外周には壮大なスタッコ仕上げのファサードを持った宮殿のように華麗なテラスハウスが並び、点在する広場や緑地を取り囲む形式でコテージ風ヴィラを配置した。一方、リージェント・ストリートには住宅を置かず純粋な商業地として設計した。
1830年、ジョージ4世が死去した。最大の支援者を失ったナッシュは引退を決意し、イングランド南部のワイト島に隠居した。ジョージ4世は浪費家として極めて評判が悪かったため、ナッシュの評価も当時は高くなかった。このため、ナイトなどの称号を授与されることはなかった。1835年、老衰のため83歳で亡くなった。
同時代のジョン・ソーンとは正反対で、自信家で融通が利き、社会的に成功したが芸術的には保守的で、手先が器用で細部にはむしろ大様だったが、大きなスケールの建築が及ぼす全体的影響には本能的に精通し、またもソーンと異なり、彼は室内空間よりもむしろ外観の建築家であったとされる。
そのきらぴやかなまでの様式の羅列と不規則な平面およびシルエットにより、これらの建物は建築におけるピクチェアレスクを要約し同じく、自由と儀礼のピクチェアレスクな結合というのが、残した偉大な作品の評価である

## 主要作品
ナッシュの作品は膨大な数に上り、その様式も多彩である。ラベンスワース城（1803年）の城郭風ゴシック、ブライトンのロイヤル・パビリオン（1808年）のインド風と中国風（シノワズリ）、さらにアイルランドのロッキンガム（1810年、現存せず）の古典主義からブリストルのブレイズ・ハムレットといった草屋根の小住宅も設計した。多くの建物がイギリス指定建造物1級または2級に指定されている。

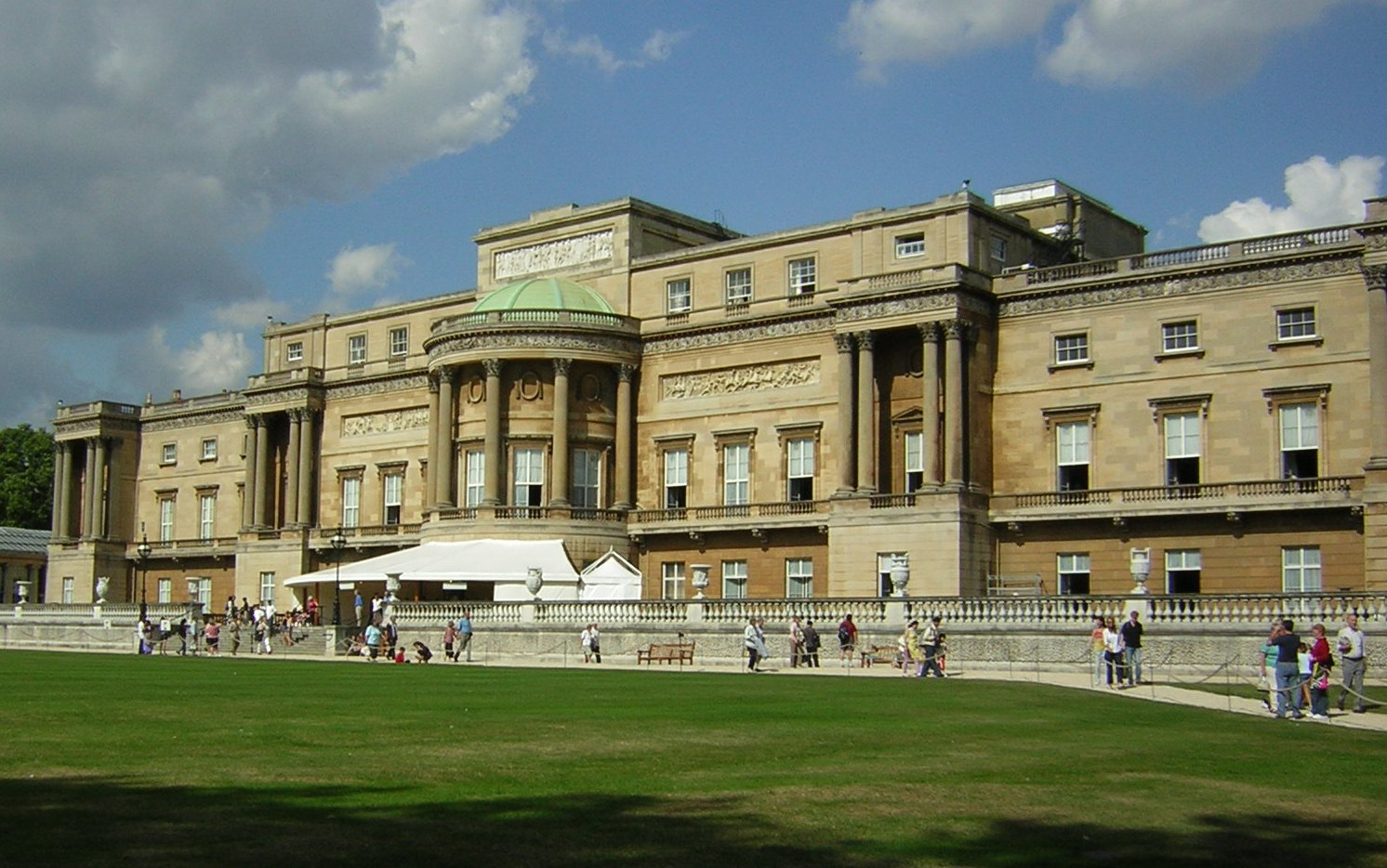
バッキンガム宮殿 (西ファサード)
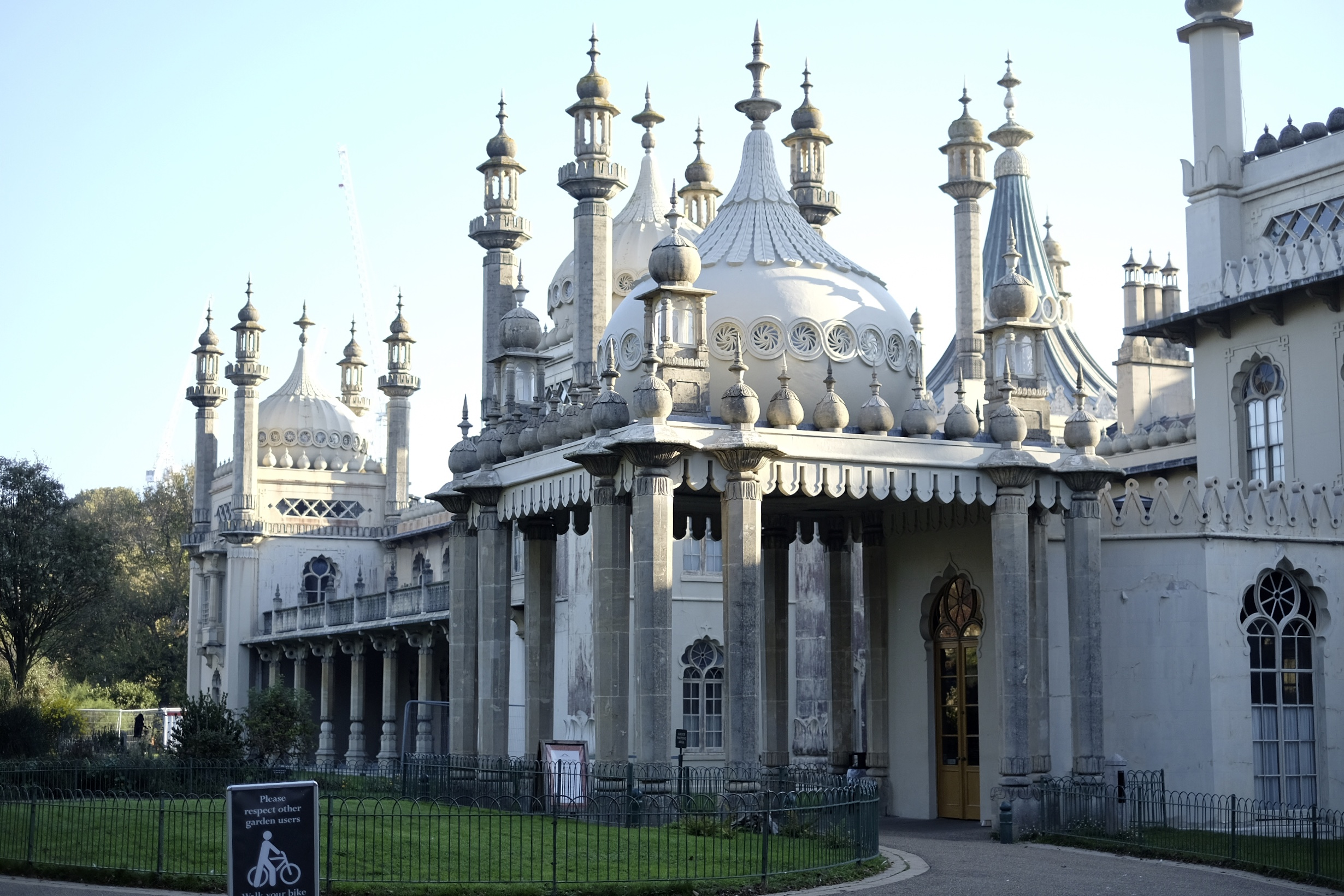
ロイヤル・パビリオン
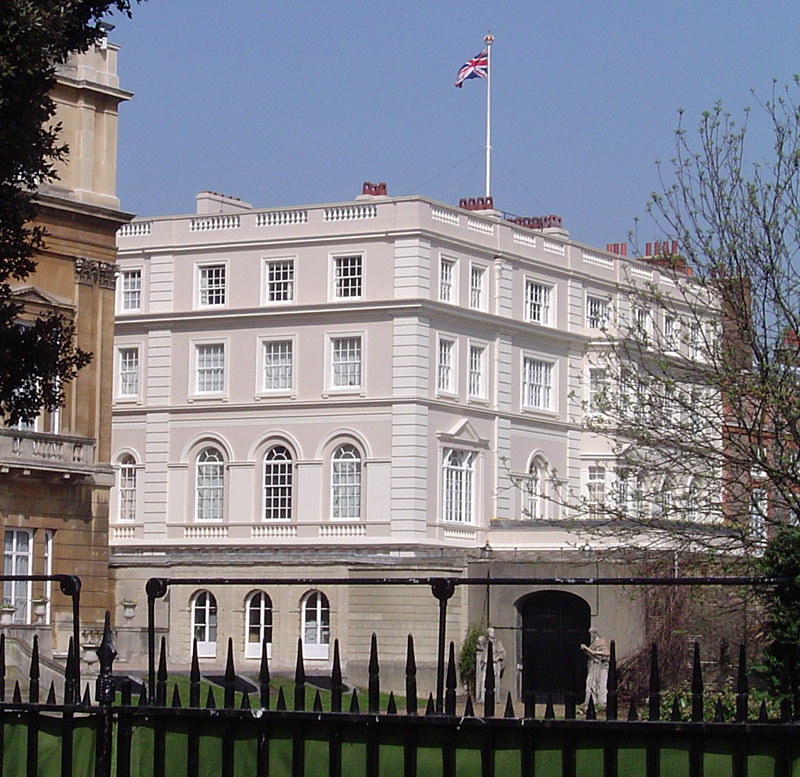
クラレンス・ハウス
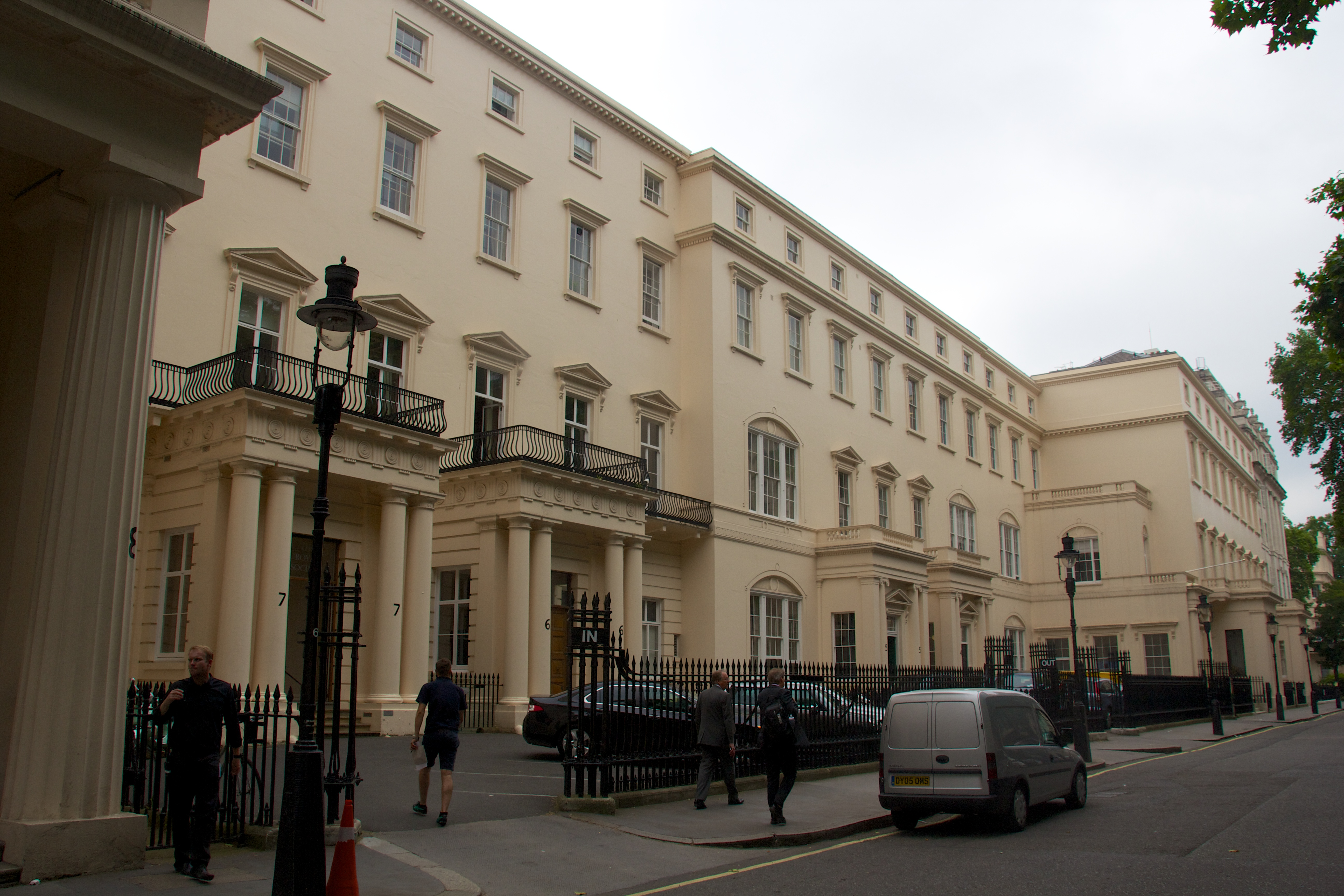
カールトン・ハウス・テラス
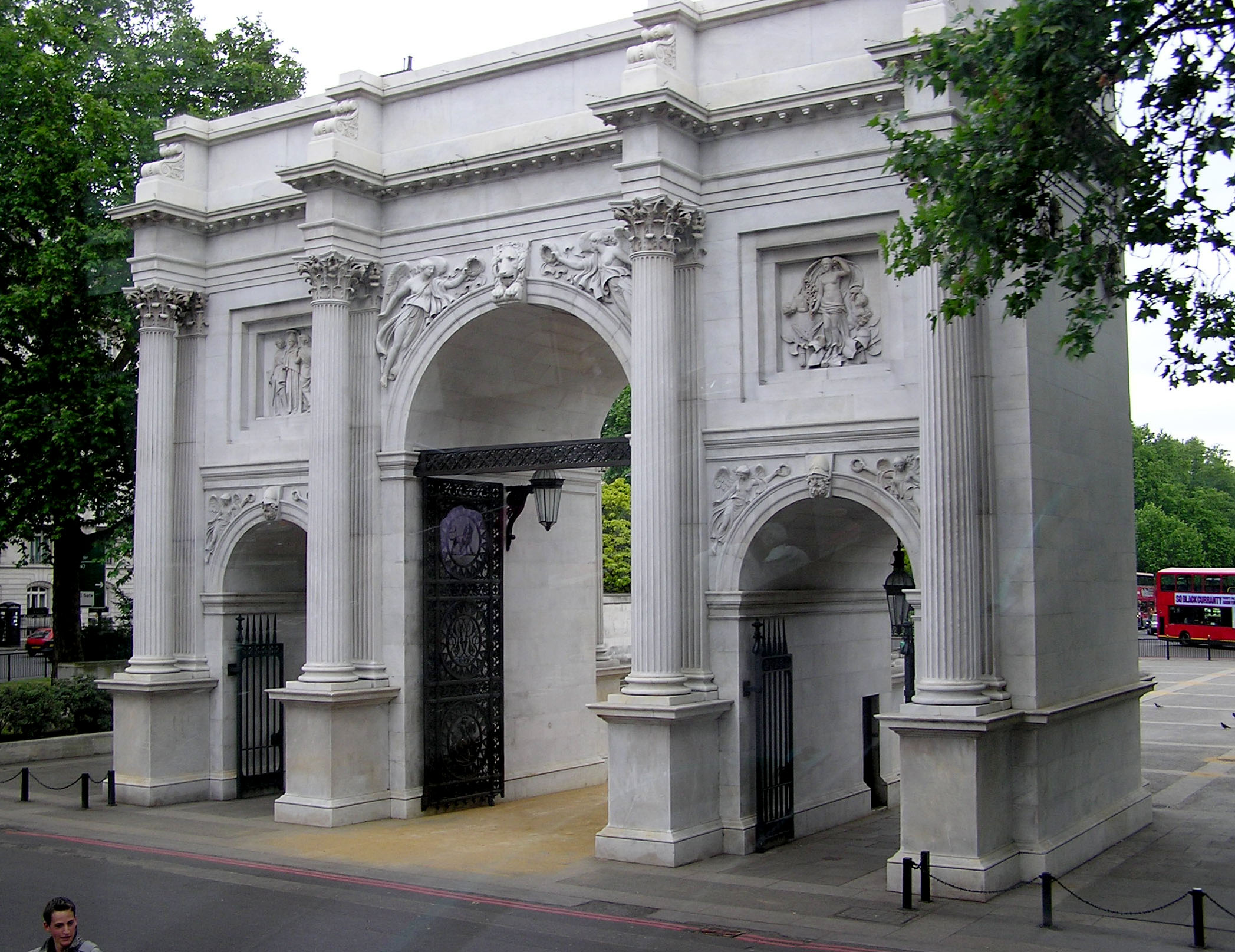
マーブル・アーチ
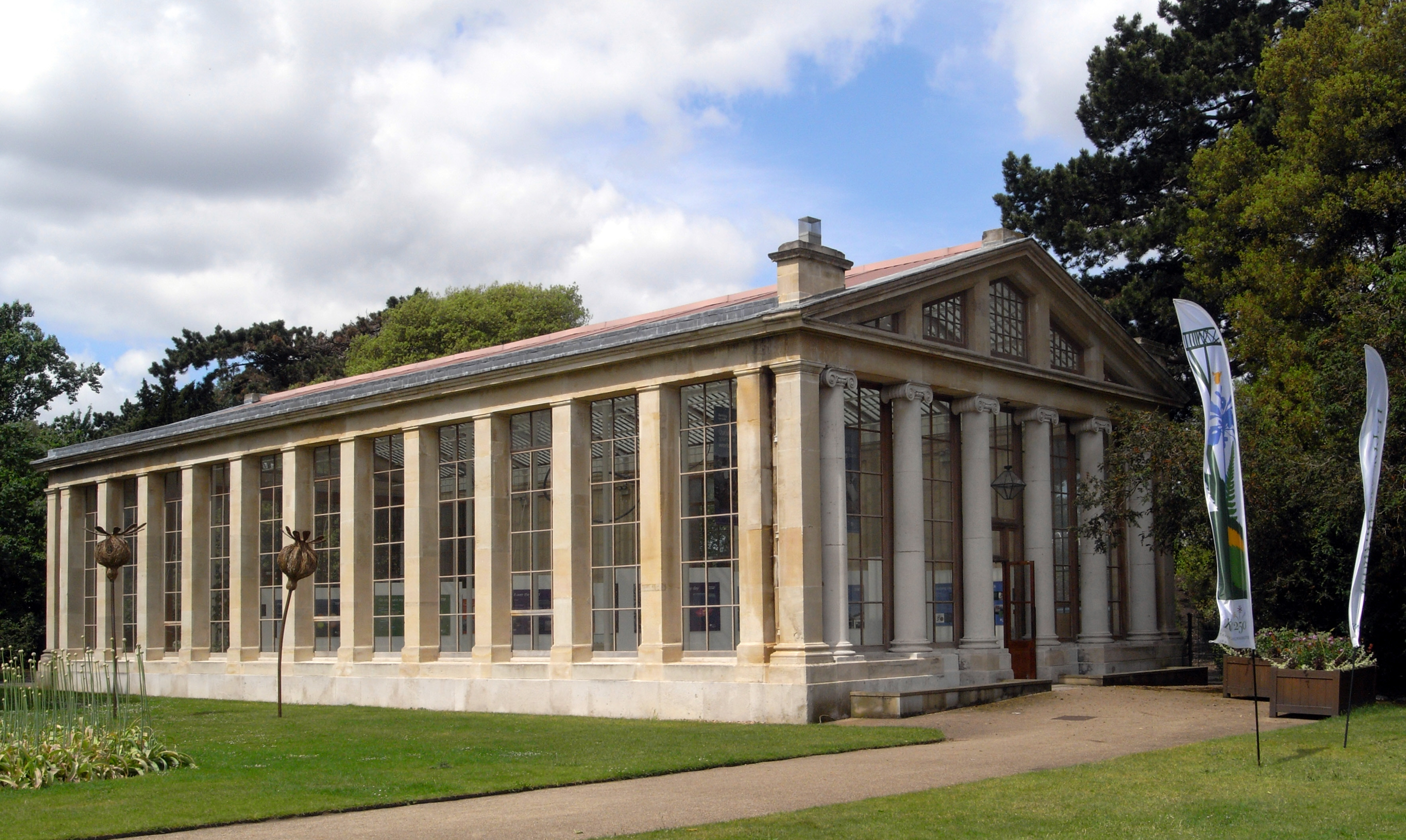
キューガーデンのナッシュ温室
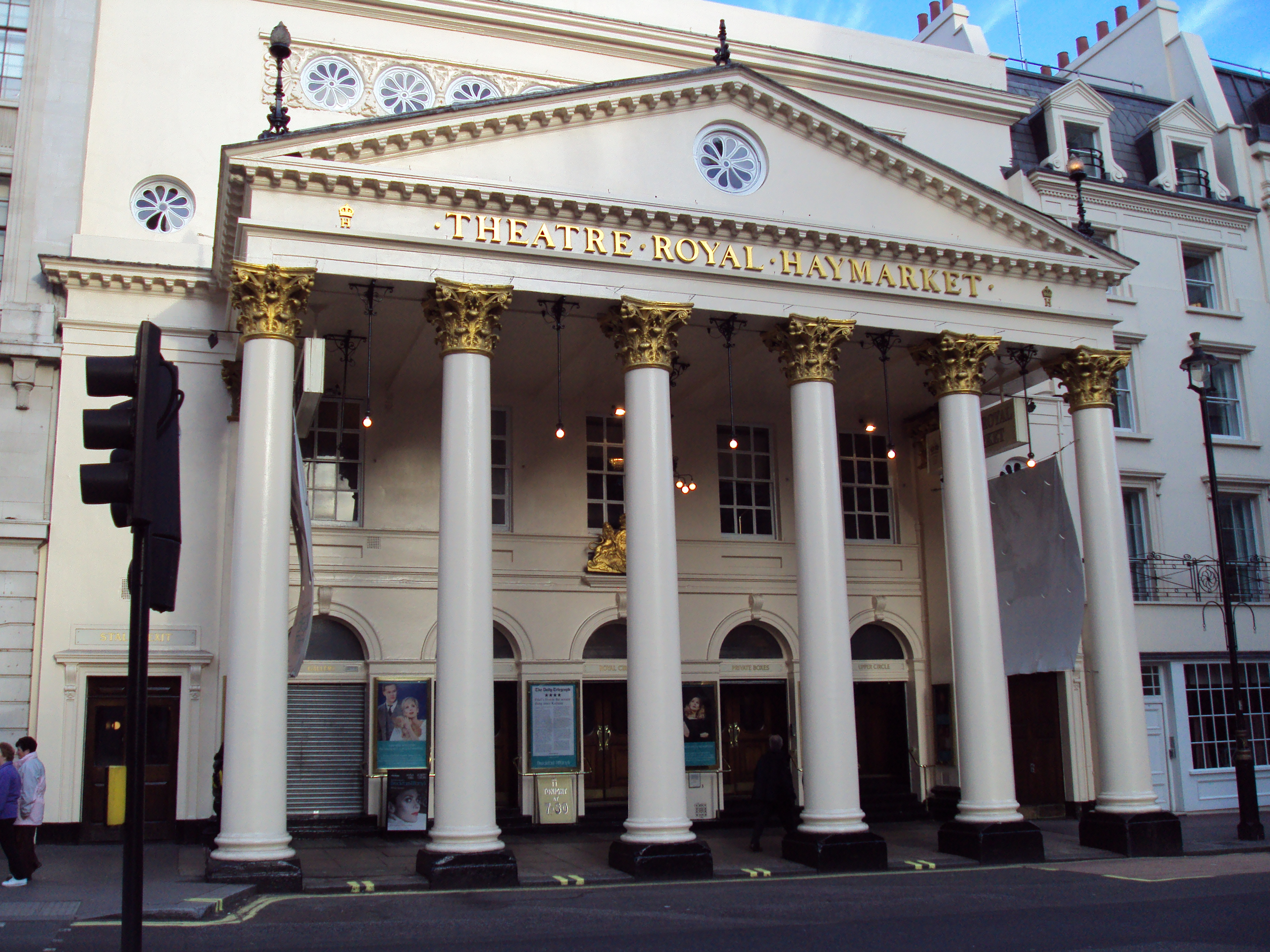
ヘイマーケット・シアター (英語版)
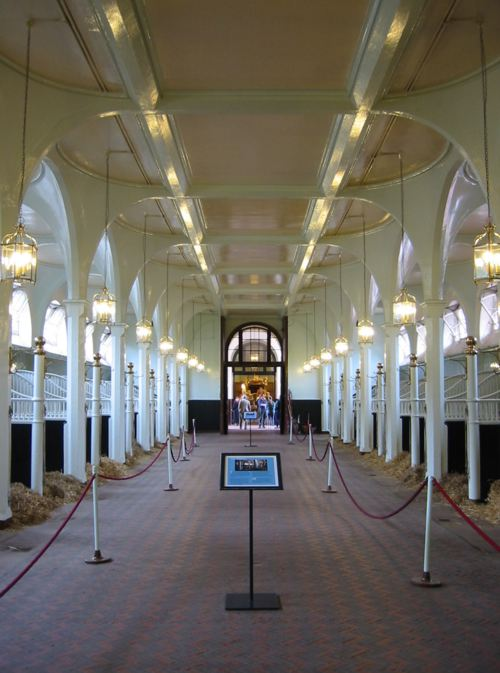
ロイヤル・ミューズ  (英語版)
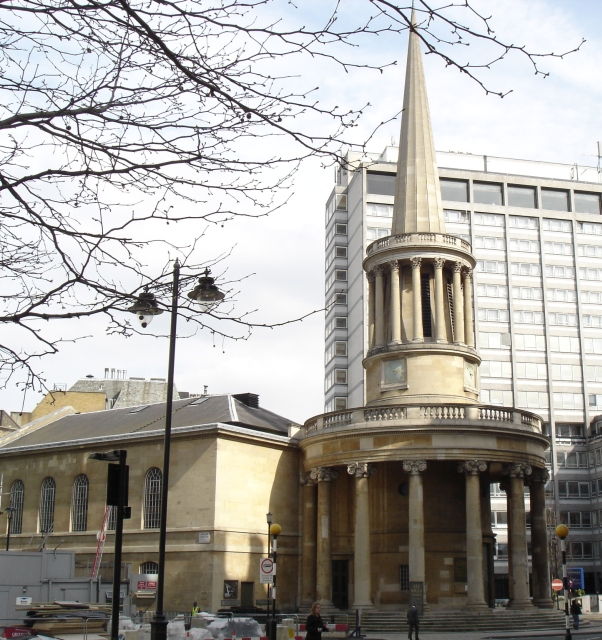
オール・ソウルズ教会 (英語版)
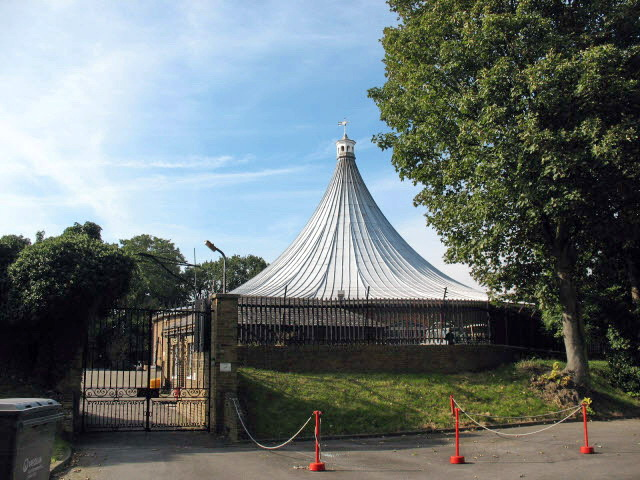
ロタンダ・ウールウィッチ (英語版)
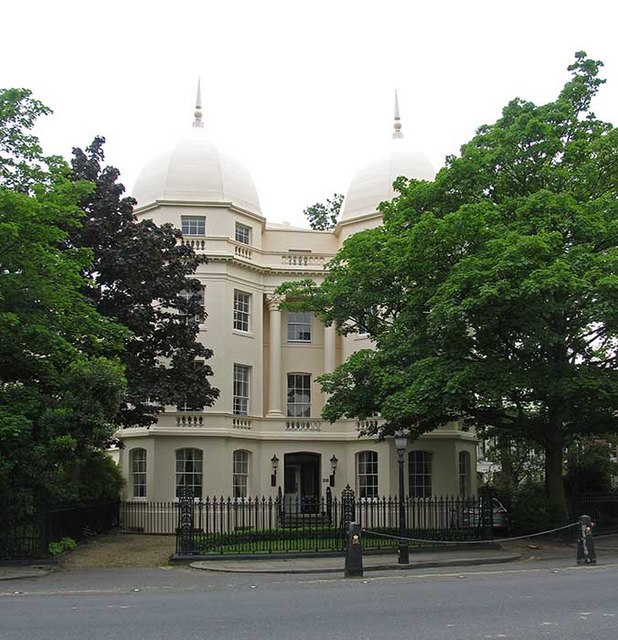
リージェンツ・パークのロンドン・ビジネス・スクール
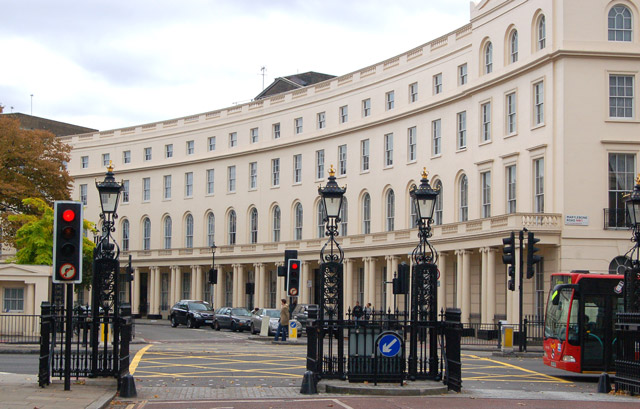
リージェンツ・パークのパーク・クレセント
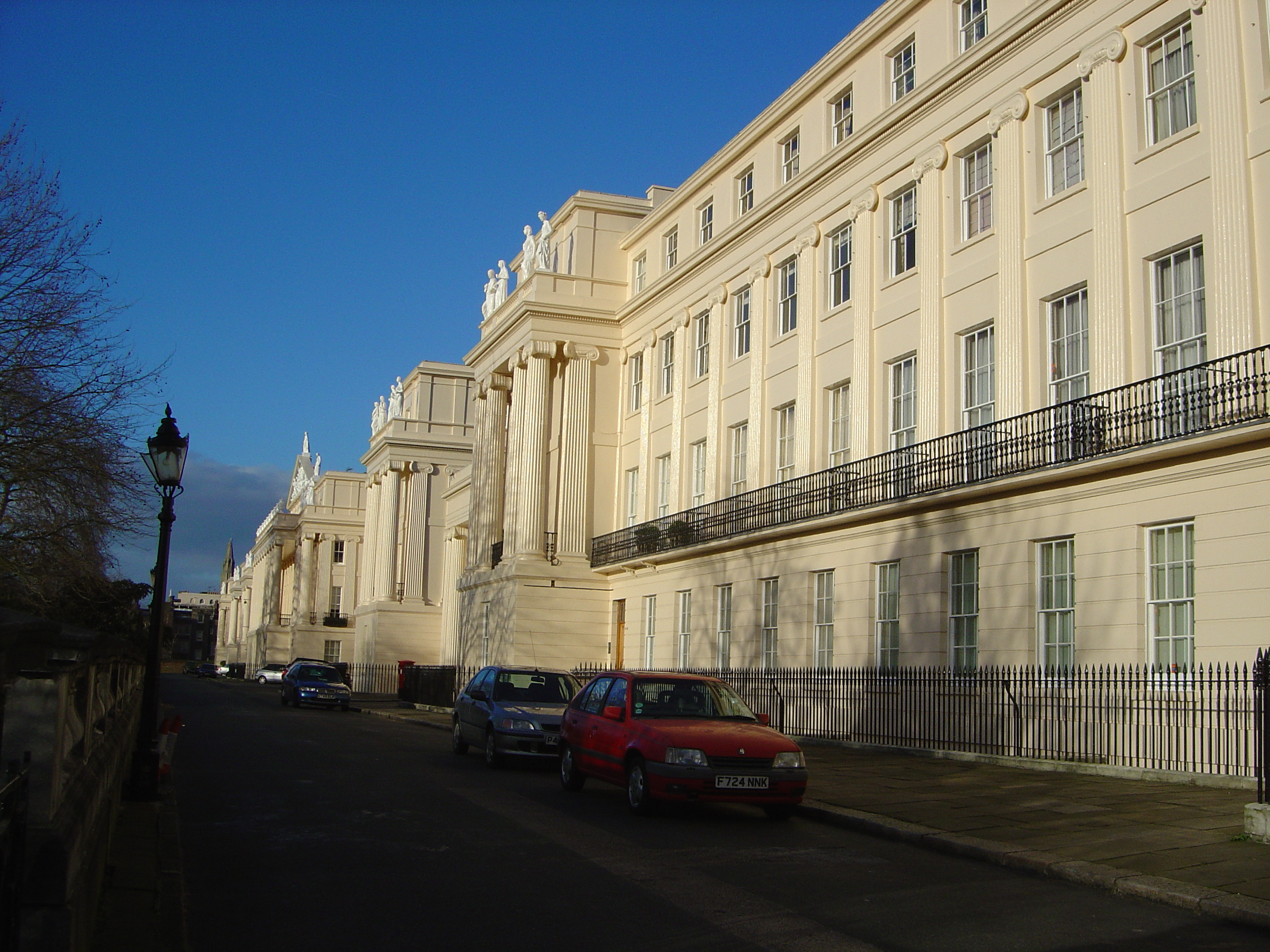
リージェンツ・パークのカンバーランド・テラス
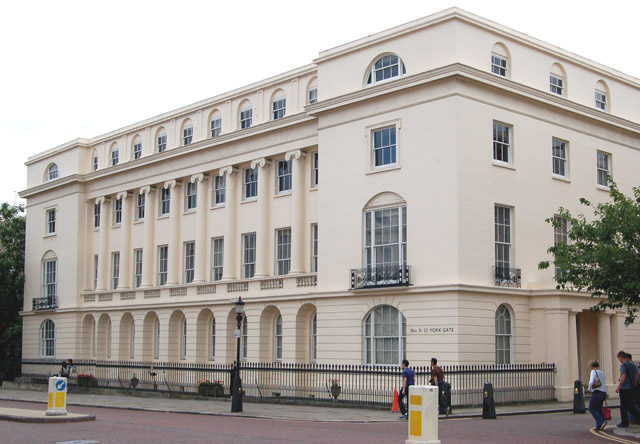
リージェンツ・パークのヨークゲイト
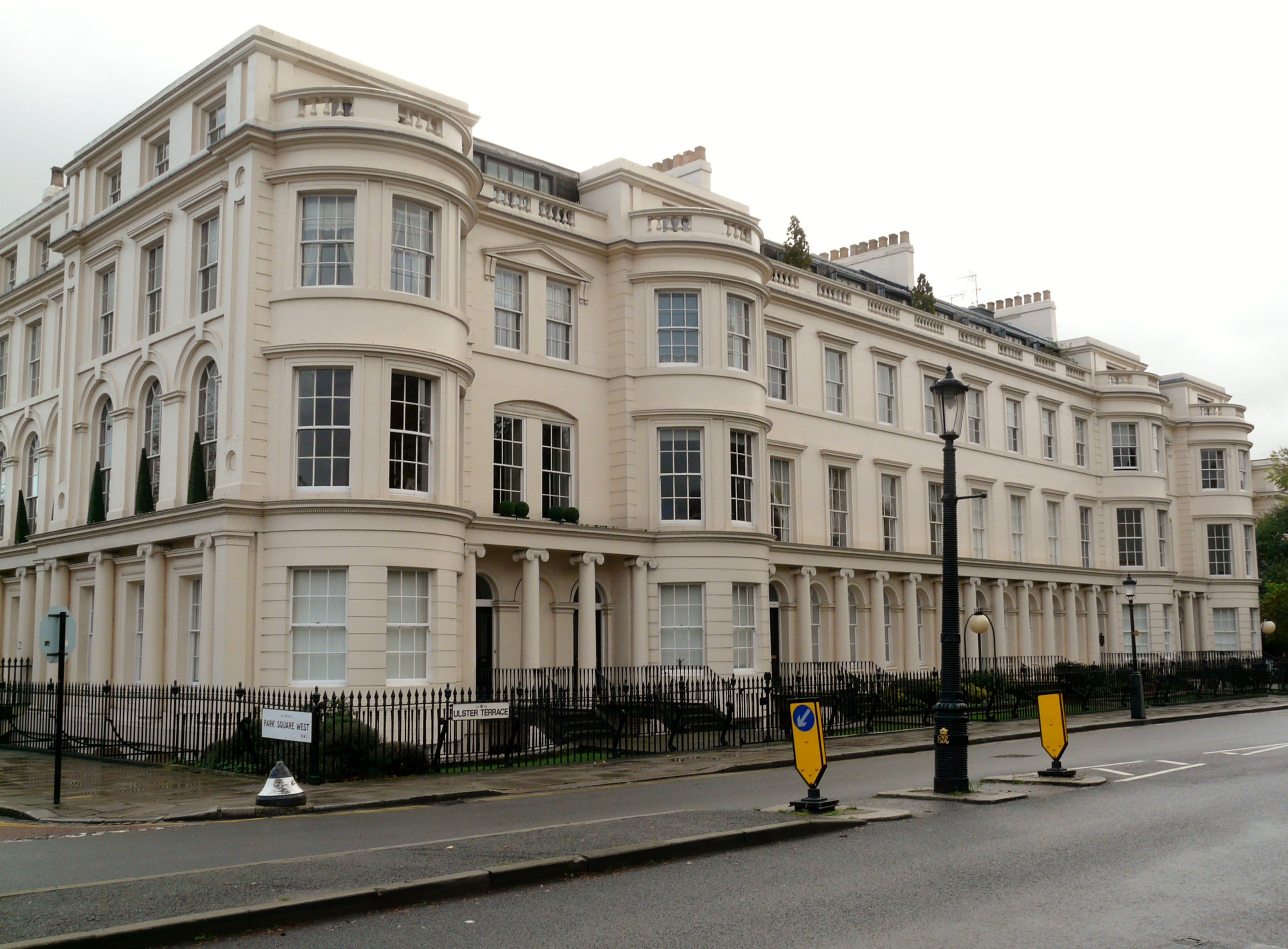
リージェンツ・パークのウルスター・テラス
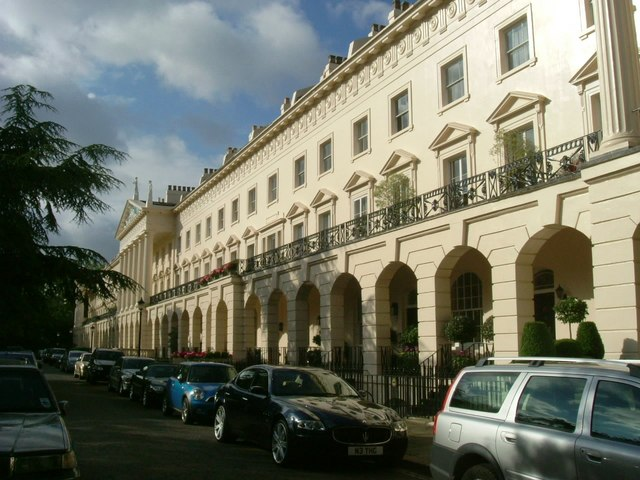
リージェンツ・パークのハノーヴァー・テラス
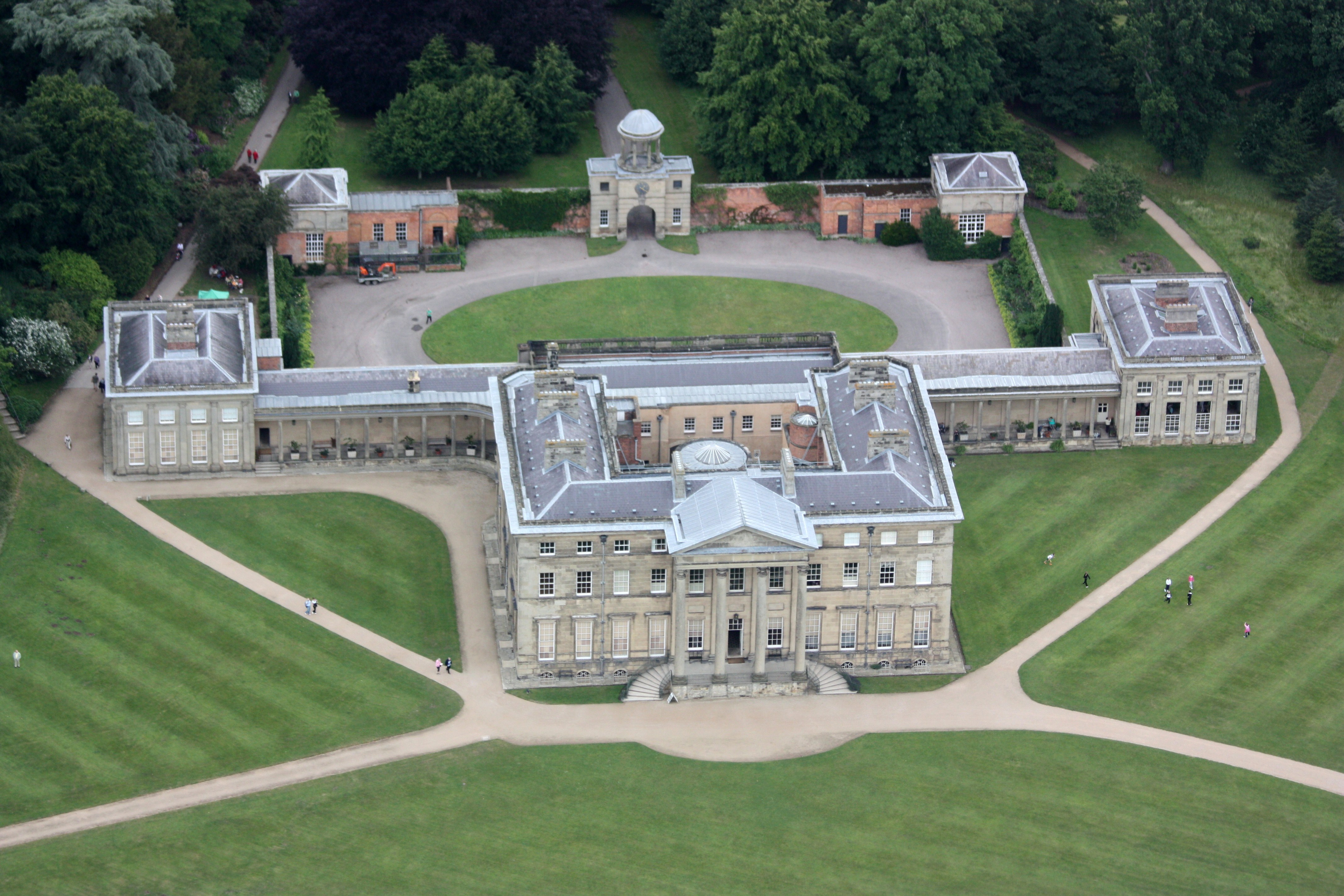
アティンガム・パーク(英語版)
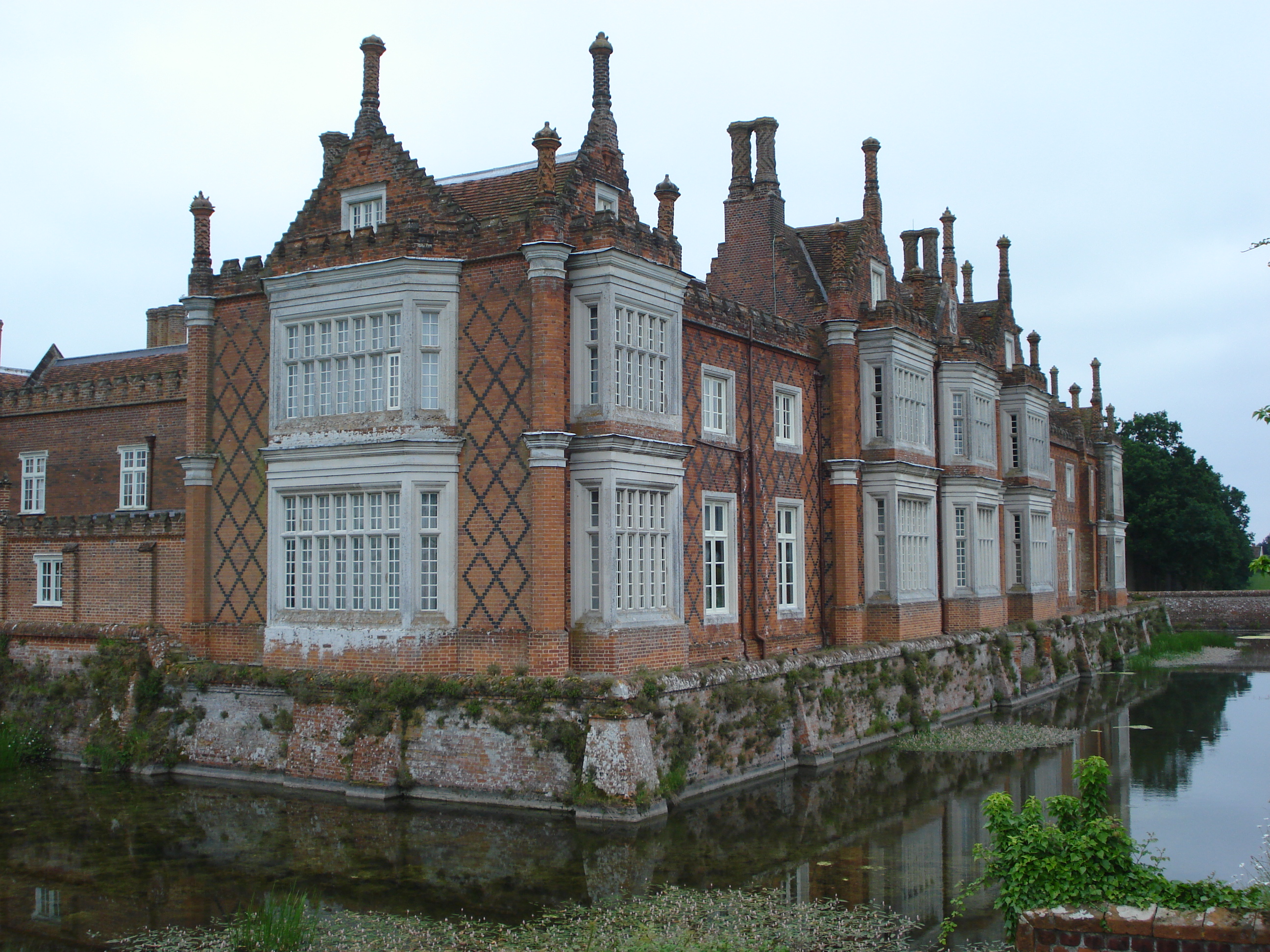
ヘルミンガムホール(英語版)
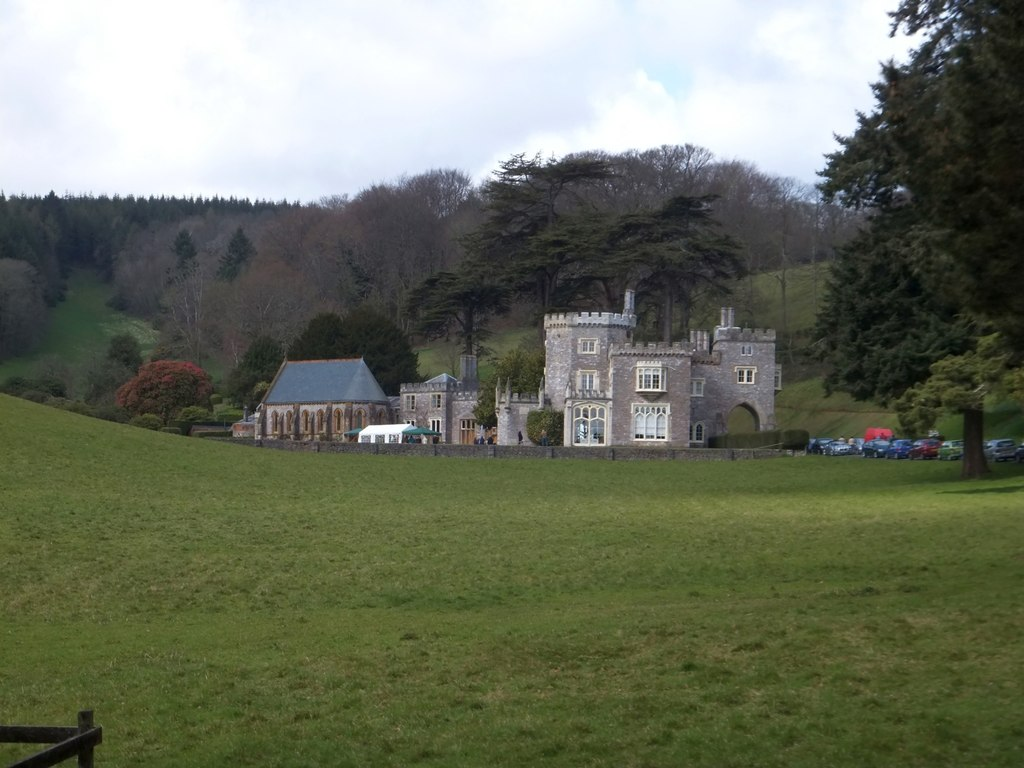
ラスカム城(英語版)
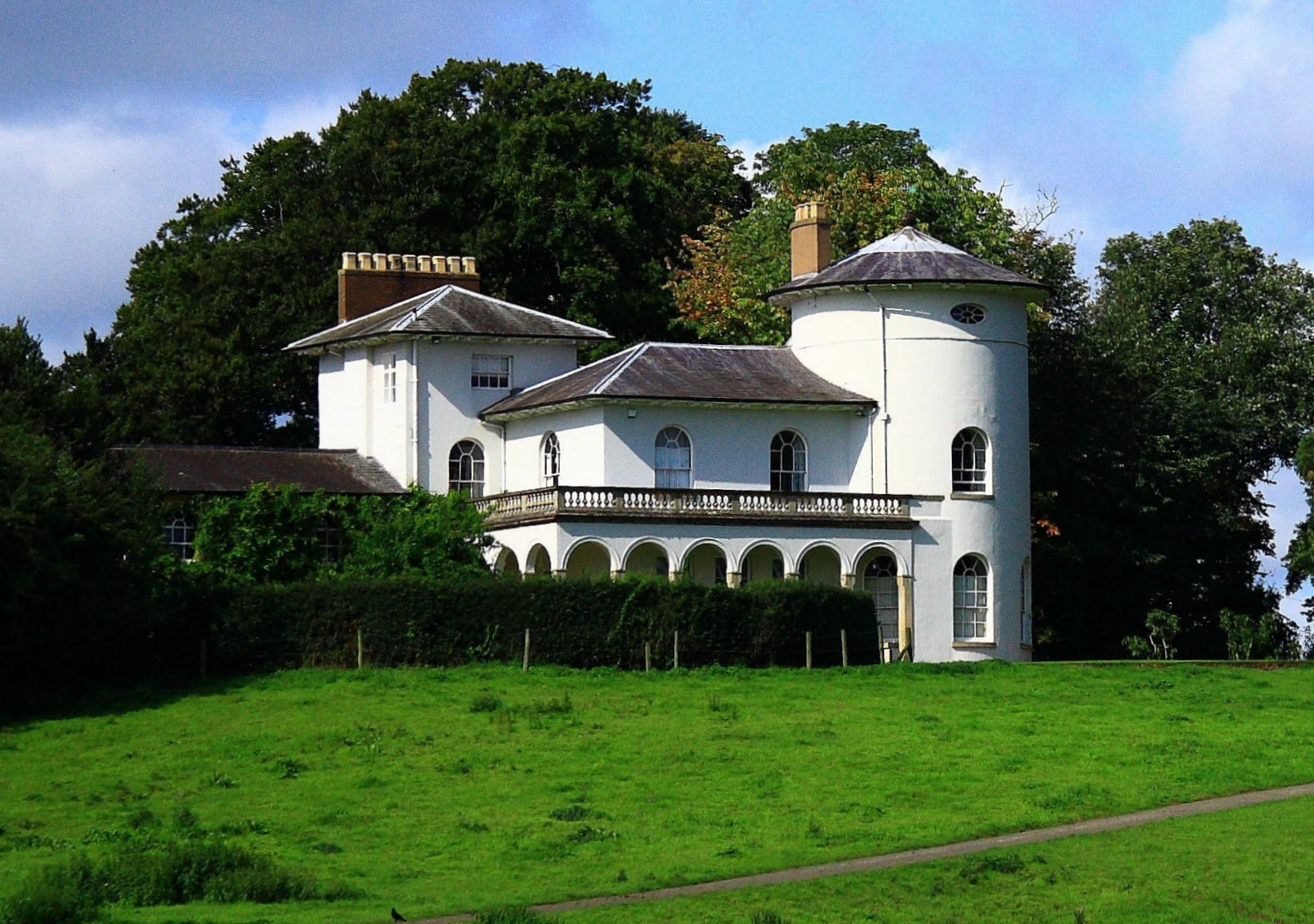
クロンクヒル(英語版)
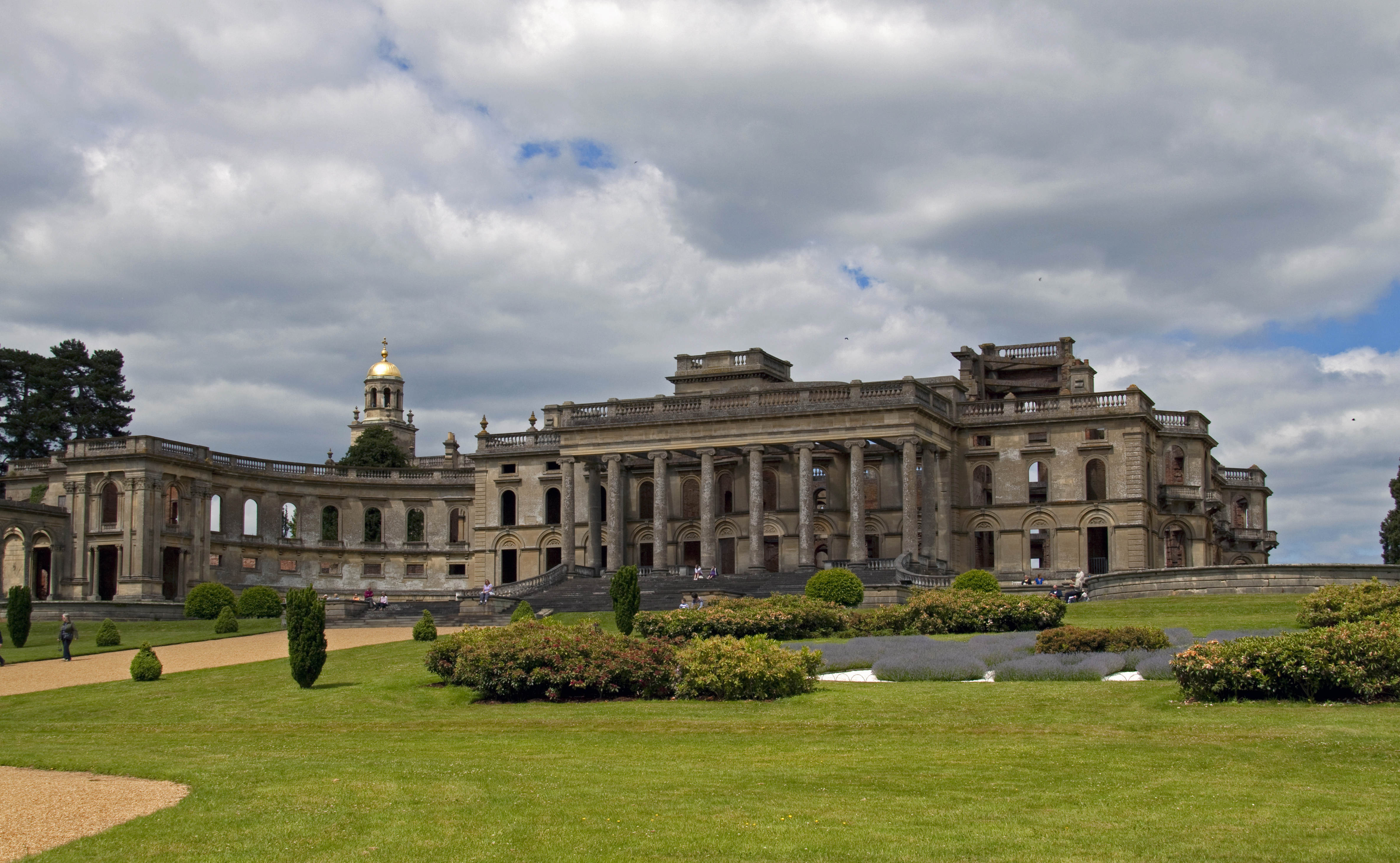
ウィットリーコート(英語版)
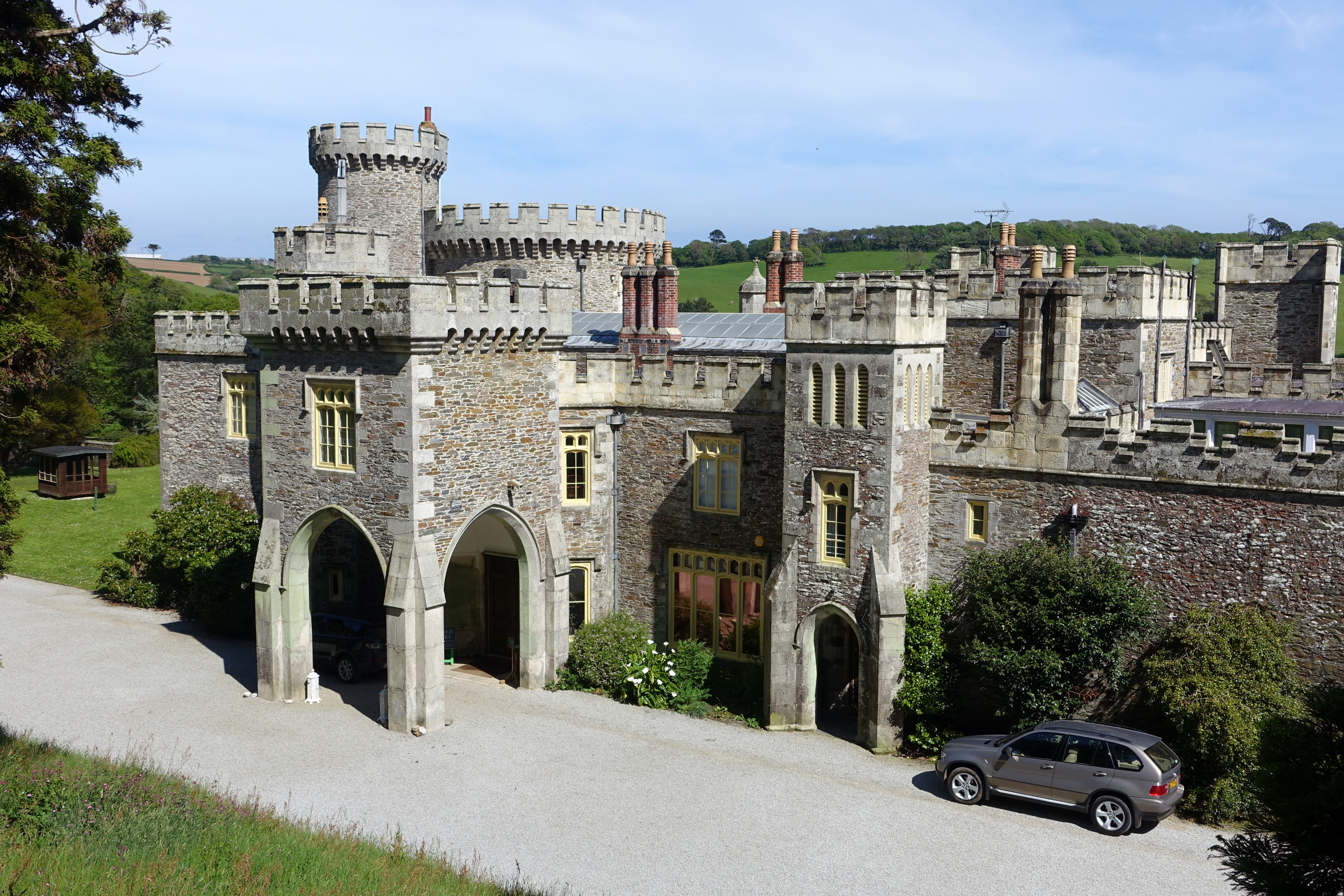
ケアヘイズ城(英語版)
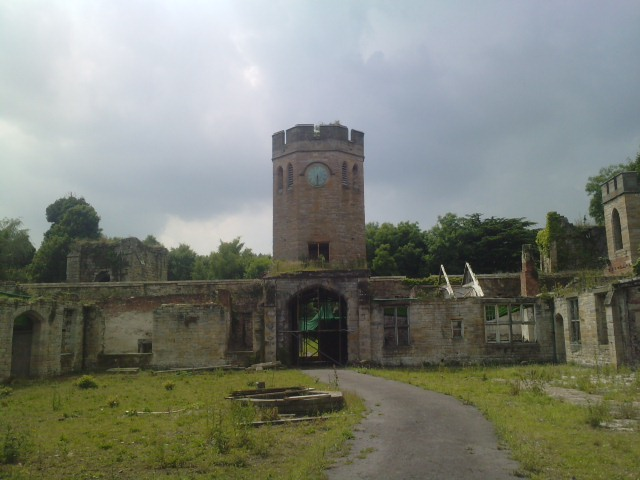
ラベンスワース城(英語版)
ブレイズ・ハムレット(英語版)